# .kr
.kr es el dominio de nivel superior geográfico (ccTLD) para Corea del Sur. 
Al 28 de octubre de 2014, es el dominio del 0,4 % de todo el conjunto de los sitios web en todo el planeta, lo que ha representado un crecimiento de un 70 % globalmente (pasó de 0,25 % a 0,41 %), se clasifica así como el número 25 dominio de primer nivel más utilizado en el mundo. .kr es utilizado por 52,8 % de todos los sitios web que utilizan el coreano en su contenido y el 88,4 % de los sitios web con .kr utilizan el coreano como lengua de su contenido.
Las solicitudes inicialmente se hacen por un agente de registro. A partir del 2006 fue posible registrarse directamente para el dominio, aunque esto actualmente solamente es posible para lo dominios internacionalizados. Los titulares de marcas y los organismos públicos se beneficiaron de un «período de registro temprano», tras el cual, los que tenían un registro de tercer nivel, podían acceder a los correspondientes de segundo nivel.
En 2011 fue introducido el dominio .한국, activo desde ese mismo año, destinado a promover el uso de caracteres coreanos en las direcciones web.
El dominio .kr es usado habitualmente por Flickr como domain hack, «flic.kr».

## Dominios y subdominios
| Dominios y subdominios | Áreas                            | Calificaciones de registro                                              |
| ---------------------- | -------------------------------- | ----------------------------------------------------------------------- |
| .kr                    | Comercial                        | Entidades e individuos                                                  |
| .co.kr                 | Comercial                        | Entidades e individuos                                                  |
| .ne.kr                 | Telecomunicaciones               | Entidades e individuos                                                  |
| .or.kr                 | No comerciales                   | Entidades e individuos                                                  |
| .re.kr                 | Investigación                    | Entidades e individuos                                                  |
| .pe.kr                 | Personal                         | Individuos                                                              |
| .go.kr                 | Gobierno                         | Administración, legislación y judicatura                                |
| .mil.kr                | Ejércitos                        | Organizaciones militares                                                |
| .ac.kr                 | Escuelas y universidades         | Escuelas y universidades                                                |
| .hs.kr                 | Escuelas secundarias             | Escuelas secundarias                                                    |
| .ms.kr                 | Escuelas secundarias             | Escuelas secundarias                                                    |
| .es.kr                 | Escuelas primarias               | Escuelas primarias                                                      |
| .sc.kr                 | Escuelas                         | Otras instituciones educativas                                          |
| .kg.kr                 | Jardines de infancia             | Jardines de infancia                                                    |
| .seoul.kr              | Seúl                             | Entidades e individuos que tienen una conexión con las áreas relevantes |
| .busan.kr              | Busan                            | Entidades e individuos que tienen una conexión con las áreas relevantes |
| .daegu.kr              | Daegu                            | Entidades e individuos que tienen una conexión con las áreas relevantes |
| .incheon.kr            | Incheon                          | Entidades e individuos que tienen una conexión con las áreas relevantes |
| .gwangju.kr            | Gwangju                          | Entidades e individuos que tienen una conexión con las áreas relevantes |
| .daejeon.kr            | Daejeon                          | Entidades e individuos que tienen una conexión con las áreas relevantes |
| .ulsan.kr              | Ulsan                            | Entidades e individuos que tienen una conexión con las áreas relevantes |
| .gyeonggi.kr           | Gyeonggi                         | Entidades e individuos que tienen una conexión con las áreas relevantes |
| .gangwon.kr            | Gangwon                          | Entidades e individuos que tienen una conexión con las áreas relevantes |
| .chungbuk.kr           | Chungcheong del Norte (Chungbuk) | Entidades e individuos que tienen una conexión con las áreas relevantes |
| .chungnam.kr           | Chungcheong del Sur (Chungnam)   | Entidades e individuos que tienen una conexión con las áreas relevantes |
| .jeonbuk.kr            | Jeolla del Norte (Jeonbuk)       | Entidades e individuos que tienen una conexión con las áreas relevantes |
| .jeonnam.kr            | Jeolla del Sur (Jeonnam)         | Entidades e individuos que tienen una conexión con las áreas relevantes |
| .gyeongbuk.kr          | Gyeongsang del Norte (Gyeongbuk) | Entidades e individuos que tienen una conexión con las áreas relevantes |
| .gyeongnam.kr          | Gyeongsang del Sur (Gyeongnam)   | Entidades e individuos que tienen una conexión con las áreas relevantes |
| .jeju.kr               | Jeju                             | Entidades e individuos que tienen una conexión con las áreas relevantes |
| 한글.kr                | ilimitado                        | Entidades e individuos                                                  |
| .한국                  | ilimitado                        | Entidades e individuos                                                  |

## Antiguos dominios y subdominios
| Dominios y subdominios | Áreas                       | Razones por el cese                     |
| ---------------------- | --------------------------- | --------------------------------------- |
| .pusan.kr              | Busan (Pusan)               | Revisión de la romanización del coreano |
| .taegu.kr              | Daegu (Taegu)               | Revisión de la romanización del coreano |
| .inchon.kr             | Incheon (Inch'ŏn)           | Revisión de la romanización del coreano |
| .kwangju.kr            | Gwangju (Kwangju)           | Revisión de la romanización del coreano |
| .taejon.kr             | Daejeon (Taejŏn)            | Revisión de la romanización del coreano |
| .kyonggi.kr            | Gyeonggi-do (Kyŏnggi)       | Revisión de la romanización del coreano |
| .kangwon.kr            | Gangwon-do (Kangwon)        | Revisión de la romanización del coreano |
| .chonbuk.kr            | Jeollabuk-do (Chŏnbuk)      | Revisión de la romanización del coreano |
| .chonnam.kr            | Jeollanam-do (Chŏnnam)      | Revisión de la romanización del coreano |
| .kyongbuk.kr           | Gyeongsangbuk-do (Kyŏngbuk) | Revisión de la romanización del coreano |
| .kyongnam.kr           | Gyeongsangnam-do (Kyŏngnam) | Revisión de la romanización del coreano |
| .cheju.kr              | Jeju-do (Cheju)             | Revisión de la romanización del coreano |
| .nm.kr                 | Red                         | Reemplazado por .ne.kr                  |